# Majengo
Majengo est l'un des quartiers de la commune de Karisimbi dans la ville de Goma en république démocratique du Congo. Créé en vertu de l'ordonnance présidentielle N°29/127 du 8 mai 1983, le quartier a été établi dans le cadre du découpage territorial de l'ex-région du Kivu. Cette localisation stratégique et son rôle dans la structuration administrative en font un élément clé pour la ville de Goma .

## Limites territoriales
- Au nord : Il est limité par le groupement de Munigi, la chefferie de Bukumu et le territoire de Nyiragongo.
- Au sud : Il est délimité par les quartiers Virunga et Mabanga Nord.
- À l'est : Il est adjacent au quartier Bujovu et à l'aéroport national de Goma, qui sépare ces deux entités.
- À l'ouest : Le quartier est limité par les quartiers Kasika et Katoyi, ainsi que par le groupement Munigi, localité de Ngangi III[3].

## Historique du quartier
Le quartier Majengo a été créé conformément à l’ordonnance présidentielle n°29/127 du 8 mai 1983, qui établit les normes de dénomination pour la ville de Goma. Sa création s’inscrivait également dans le cadre du découpage territorial de l’ex-province du Kivu, tel que défini par l’ordonnance-loi n°82-006 du 25 février 1982 relative à l’organisation territoriale, politique et administrative de la République Démocratique du Congo.

## Climat et relief
Le quartier Majengo bénéficie d'un climat doux et tempéré, caractéristique de la ville de Goma et de la collectivité de Munigi en territoire de Nyiragongo. Ce climat est influencé par la présence du volcan Nyiragongo et les conditions environnantes de la région.
En ce qui concerne l'alternance des saisons, le quartier Majengo connaît principalement deux saisons :
- La saison sèche : Pendant cette période, les températures sont plus élevées et les conditions sont relativement moins pluvieuses.
- La saison des pluies : Cette saison est caractérisée par des précipitations régulières et des températures plus fraîches[3].

## Le sol
Le sol du quartier Majengo est de type volcanique, riche en minéraux et très fertile, ce qui le rend particulièrement favorable à l'agriculture. Ce sol volcanique est un atout majeur pour les cultures et l'agriculture qui constitue une activité importante pour les habitants du quartier.